# Coppa Nordamericana di skeleton 2018
La Coppa Nordamericana di skeleton 2018 è stata la diciottesima edizione del circuito continentale nordamericano di skeleton, manifestazione organizzata dalla Federazione Internazionale di Bob e Skeleton, è iniziata il 4 novembre 2017 a Whistler, in Canada, e si è conclusa il 12 gennaio 2018 a Lake Placid, negli Stati Uniti. Vennero disputate sedici gare: otto per le donne e altrettante per gli uomini in quattro differenti località.
Vincitori dei trofei, conferiti agli atleti classificatisi per primi nel circuito, sono stati la statunitense Kelly Curtis nel singolo femminile e il connazionale Austin Florian in quello maschile.

## Calendario
| Località    | Data                | Donne | Uomini |
| ----------- | ------------------- | ----- | ------ |
| Whistler    | 4–5 novembre 2017   | ●●    | ●●     |
| Calgary     | 12–13 novembre 2017 | ●●    | ●●     |
| Park City   | 28–29 novembre 2017 | ●●    | ●●     |
| Lake Placid | 11–12 gennaio 2018  | ●●    | ●●     |
| Totale      | Totale              | 8     | 8      |

## Risultati

### Donne
| Data             | Località    | Prime classificate         | Seconde classificate         | Terze classificate            |
| ---------------- | ----------- | -------------------------- | ---------------------------- | ----------------------------- |
| 4 novembre 2017  | Whistler    | Kelly Curtis Stati Uniti   | Samantha Culiver Stati Uniti | Veronica Day Stati Uniti      |
| 5 novembre 2017  | Whistler    | Grace Dafoe Canada         | Samantha Culiver Stati Uniti | Lee Jeong-hyeok Corea del Sud |
| 12 novembre 2017 | Calgary     | Veronica Day Stati Uniti   | Kelly Curtis Stati Uniti     | Asuka Noguchi Giappone        |
| 13 novembre 2017 | Calgary     | Veronica Day Stati Uniti   | Kelly Curtis Stati Uniti     | Long Chengfeng Cina           |
| 28 novembre 2017 | Park City   | Lanette Prediger Canada    | Jeong Sophia Corea del Sud   | Yang Danxia Cina              |
| 29 novembre 2017 | Park City   | Jeong Sophia Corea del Sud | Yang Danxia Cina             | Long Chengfeng Cina           |
| 11 gennaio 2018  | Lake Placid | Kelly Curtis Stati Uniti   | Kristen Hurley Stati Uniti   | Simidele Adeagbo Nigeria      |
| 12 gennaio 2018  | Lake Placid | Kristen Hurley Stati Uniti | Kelly Curtis Stati Uniti     | Simidele Adeagbo Nigeria      |

### Uomini
| Data             | Località    | Primi classificati          | Secondi classificati        | Terzi classificati          |
| ---------------- | ----------- | --------------------------- | --------------------------- | --------------------------- |
| 4 novembre 2017  | Whistler    | Joseph Luke Cecchini Italia | Austin Florian Stati Uniti  | Ronald Auderset Svizzera    |
| 5 novembre 2017  | Whistler    | Katsuyuki Miyajima Giappone | Austin Florian Stati Uniti  | Ronald Auderset Svizzera    |
| 12 novembre 2017 | Calgary     | Jung Seung-gi Corea del Sud | Austin Florian Stati Uniti  | Andrew Blaser Stati Uniti   |
| 13 novembre 2017 | Calgary     | Jung Seung-gi Corea del Sud | Austin Florian Stati Uniti  | Andrew Blaser Stati Uniti   |
| 28 novembre 2017 | Park City   | John Farrow Australia       | Katsuyuki Miyajima Giappone | Andrew Blaser Stati Uniti   |
| 29 novembre 2017 | Park City   | John Farrow Australia       | Andrew Blaser Stati Uniti   | Katsuyuki Miyajima Giappone |
| 11 gennaio 2018  | Lake Placid | Austin Florian Stati Uniti  | Joseph Luke Cecchini Italia | Andrew Blaser Stati Uniti   |
| 12 gennaio 2018  | Lake Placid | Joseph Luke Cecchini Italia | Austin Florian Stati Uniti  | Andrew Blaser Stati Uniti   |

## Classifiche

### Donne
| Pos. | Atleta              | Nazione       | WHI-1 | WHI-2 | CAL-1 | CAL-2 | PKC-1 | PKC-2 | LAK-1 | LAK-2 | Totale |
| ---- | ------------------- | ------------- | ----- | ----- | ----- | ----- | ----- | ----- | ----- | ----- | ------ |
| 1    | Kelly Curtis        | Stati Uniti   | 1     | 7     | 2     | 2     | 5     | 4     | 1     | 2     | 478    |
| 2    | Grace Dafoe         | Canada        | 4     | 1     | 5     | 6     | 7     | 9     | 7     | 5     | 365    |
| 3    | Kristen Hurley      | Stati Uniti   | 9     | 6     | 10    | 9     | 14    | 16    | 2     | 1     | 324    |
| 4    | Melissa-Kate Gagnon | Canada        | 10    | 8     | 9     | 8     | 13    | 15    | 5     | 6     | 271    |
| 5    | Veronica Day        | Stati Uniti   | 3     | 4     | 1     | 1     | -     | -     | -     | -     | 255    |
| 6    | Asuka Noguchi       | Giappone      | 5     | 5     | 3     | 4     | 15    | 7     | -     | -     | 255    |
| 7    | Lee Jeong-hyeok     | Corea del Sud | 6     | 3     | 4     | 5     | 8     | 13    | -     | -     | 252    |
| 8    | Wu Xinwei           | Cina          | 8     | 9     | 6     | 7     | 10    | 8     | -     | -     | 216    |
| 9    | Samantha Culiver    | Stati Uniti   | 2     | 2     | -     | -     | 6     | 5     | -     | -     | 215    |
| 10   | Long Chengfeng      | Cina          | -     | -     | 8     | 3     | 4     | 3     | -     | -     | 196    |

### Uomini
| Pos. | Atleta                   | Nazione       | WHI-1 | WHI-2 | CAL-1 | CAL-2 | PKC-1 | PKC-2 | LAK-1 | LAK-2 | Totale |
| ---- | ------------------------ | ------------- | ----- | ----- | ----- | ----- | ----- | ----- | ----- | ----- | ------ |
| 1    | Austin Florian           | Stati Uniti   | 2     | 2     | 2     | 2     | 5     | 6     | 1     | 2     | 485    |
| 2    | Andrew Blaser            | Stati Uniti   | 7     | 8     | 3     | 3     | 3     | 2     | 3     | 3     | 414    |
| 3    | Katsuyuki Miyajima       | Giappone      | 4     | 1     | 4     | 4     | 2     | 3     | -     | -     | 345    |
| 4    | Mark Lynch               | Canada        | 5     | 4     | 5     | 14    | 10    | 11    | 4     | 11    | 306    |
| 5    | Joel Seligstein          | Israele       | 13    | 7     | 7     | 5     | 13    | 12    | 10    | 9     | 267    |
| 6    | Nicholas Adam Rettenmyer | Italia        | 11    | 9     | 8     | 10    | 18    | 9     | 7     | 6     | 260    |
| 7    | Jung Seung-gi            | Corea del Sud | -     | -     | 1     | 1     | 7     | 4     | -     | 9     | 238    |
| 8    | Austin McCrary           | Stati Uniti   | 6     | 5     | 6     | 6     | 11    | 14    | -     | -     | 219    |
| 9    | Joseph Luke Cecchini     | Italia        | 1     | -     | -     | -     | -     | -     | 2     | 1     | 215    |
| 10   | Jeff Bauer               | Lussemburgo   | 15    | 15    | 13    | 16    | 16    | 16    | 14    | 13    | 180    |